# Cortinicara bhutanica
Cortinicara bhutanica es una especie de coleóptero de la familia Latridiidae.

## Distribución geográfica
Habita en Bután.